# Limonene
Il limonene è un idrocarburo volatile, una cicloolefina classificata come un monoterpene ciclico. È incolore a temperatura ambiente e ha un forte odore di arance, limoni o trementina a seconda della composizione chirale. Il nome deriva dal limone e dalla sua buccia che, come gli altri agrumi, contiene grandi quantità di questo composto chimico, in gran parte responsabile dell'odore caratteristico. Insieme al pinene è uno dei principali composti aromatici presenti nella resina delle conifere, in particolare Pinaceae (Pinus, Picea, Pseudotsuga, Larix ecc...).
Il limonene è una molecola chirale, pertanto si può presentare nelle forme enantiomere destrogira e levogira e nella forma racema detta anche dipentenica. È un liquido che odora di arancia (l'enantiomero R, numero CAS 5989-27-5) o di trementina (l'enantiomero S, numero CAS 5989-54-8). Il principale composto chimico presente in natura e di maggior interesse in campo industriale e merceologico è il D-limonene, ovvero il (R)-(+)-4-isopropenil-1-metilcicloesene.

## Biosintesi
Il limonene è prodotto in natura dal geranil pirofosfato, tramite ciclizzazione del neril-carbocatione o un suo equivalente. Il passaggio finale consiste nella perdita di un protone dal catione per formare l'alchene.
La biosintesi del (-)-(4S)-limonene è catalizzata dall'enzima (4S)-limonene sintasi.

## Usi
L'uso principale del D-limonene è come precursore del carvone.
Il limonene è comune nella produzione di prodotti cosmetici e dei dentifrici. Dato il suo odore di arancia, il D-limonene è usato nell'industria alimentare come insaporitore e in botanica come insetticida. È inoltre aggiunto ai prodotti detergenti per conferir loro un odore di arancia. Viceversa, l'L-limonene ha un odore simile alla trementina.
Il limonene è usato come propellente per i modellini.
L'uso del limonene sta aumentando notevolmente come solvente per la pulizia di superfici, ad esempio per la rimozione di sostanze grasse su parti meccaniche, ed è inoltre un solvente derivato da fonti rinnovabili (l'essenza di limone, è infatti un prodotto secondario dell'industria agrumaria).
Il limonene può inoltre essere considerato un biocarburante.
Nel campo del restauro, il limonene viene spesso utilizzato grazie al suo ottimo potere sgrassante. Presenta infatti ottimo potere solvente verso grassi, olii, cere, resine alchidiche e naturali, colofonie, vernici all'olio e oleosintetiche, vernici bituminose, ecc. Inoltre presenta il vantaggio di essere meno tossico ed avere un odore più sopportabile rispetto a solventi di pari polarità quali l'essenza di trementina o la ragia minerale. 
Nel campo delle belle arti, viene utilizzato nella produzione di vernici ad olio e oleosintetiche di pregio. La sua principale caratteristica è quella di fornire un potere solvente di coda che si evidenzia in una notevole distensione della pellicola applicata unitamente a caratteristiche di grande lucentezza.
Il D-limonene è anche un possibile candidato per una varietà di applicazioni mediche, tra cui il cancro e l'AIDS, ed è stato notato per avere proprietà insetticide. Recenti studi infatti paiono rivelare che il limonene abbia proprietà anticancerogene. Incrementa i livelli di enzimi epatici utilizzati nella neutralizzazione dei carcinogeni. Il limonene pare promuovere il sistema GST (Glutatione-S-Transferasi, implicato nell'eliminazione dei carcinogeni) del fegato e dell'intestino attenuando l'effetto causato dai carcinogeni. Studi su animali dimostrano che il limonene ha proprietà chemiopreventive in forme tumorali e se presente nella dieta riduce la crescita tumorale al seno.
Recentemente si è iniziato ad impiegarlo come solvente nella stampa 3D, in quanto è in grado di dissolvere completamente il polistirene antiurto (HIPS) utilizzato, proprio per questa sua caratteristica, nella stampa di supporti in tecnologia FDM.

## Proprietà chimiche
Il limonene è un terpene stabile, che può essere distillato senza decomposizione, anche se ad alte temperature si scinde formando isoprene.